# Galaxy SmartTag2
Galaxy SmartTag2 (ギャラクシースマートタグ2)はサムスン電子が2023年10月4日(日本時間2023年10月5日)に公開したギャラクシースマートタグシリーズの2番目のスマートタグである。

## 機能

### コンパスビュー
Galaxy SmartTag2は専用アプリ「SmartThings」を通じてタグの現在地と距離を確認できる機能「コンパスビュー機能」が前作より向上された。Galaxy SmartTag2は方向と距離を表示する矢印が実装され、より簡単かつ直感的に情報を確認できるようになった。また、「コンパスビュー機能」は、Galaxy S23 Ultraなど、UWB(超広帯域無線)を搭載する全てのGalaxyスマートフォンで使用することが可能。

### バッテリー
新しい「Power Saving Mode」と今作で改良された「Normal Mode」により、バッテリー持続時間が長くなった。サムスン電子によると、「Power Saving Mode」使用時間は最大700日間（従来モデルの2倍以上）、通常モード使用時間は最大500日間持続するという。

### 防塵・防水
Galaxy SmartTag2の防塵・防水レベルはIP67となっている。また、最大1mの淡水に最大30分間水没させる試験をクリアしている。ただし、プールや海水などでの使用、または石鹸水などを用いた洗浄は推奨されていない。